# Aleksandr Romanovič Voroncov
Il conte Aleksandr Romanovič Voroncov (in cirillico: Александр Романович Воронцов; San Pietroburgo, 4 febbraio 1741 – Andreyevskoye, 2 dicembre 1805) è stato un politico, diplomatico e nobile russo.
Fu cancelliere dell'Impero russo dal 1802 al 1804 sotto il regno di Alessandro I

## Biografia

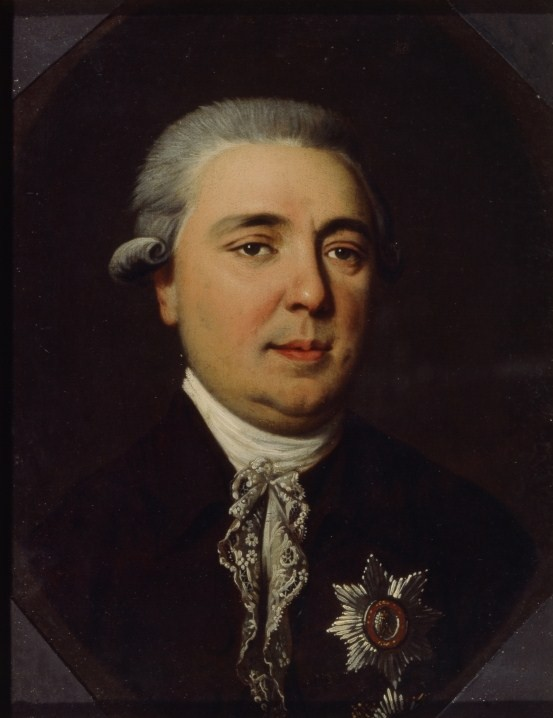
Aleksandr Romanovič Vorontsovin un ritratto di Johann Heinrich Schmidt.

Aleksandr Vorontsov iniziò la sua carriera all'età di quindici anni quando si iscrisse nel reggimento Izmailovsky della guardia. Egli era infatti figlio del generale russo Roman Illarionovič Vorontsov (1707—1783) e di sua moglie, Marfa Ivanovna Surmina (1718—1745). Nel 1759 lo zio di Aleksandr, il gran cancelliere Mikhail Illarionovič Vorontsov, lo inviò a Strasburgo, a Parigi ed a Madrid per formarsi all'arte della diplomazia. Sotto il governo dello zar Pietro III, innamorato di sua sorella Elzavetha, rappresentò la Russia per breve tempo come ambasciatore a Londra. Caterina II lo creò senatore e presidente della camera di commercio, ma malgrado ciò egli non riuscì mai a godere completamente del favore della zarina e nel 1791 lo costrinse addirittura a ritirarsi dalla vita pubblica.
Nel 1802, Alessandro I lo richiamò in servizio e lo nominò gran cancelliere imperiale. Come ministro con competenze sugli esteri, si applicò per avere una stretta alleanza con Austria e Regno Unito, in opposizione a Nikita Petrovič Panin ed ai suoi sostenitori che desideravano invece un'unione inizialmente con la Francia e poi, dopo lo scoppio della Rivoluzione francese, con la Prussia.
Vorontsov fu quindi anche acerrimo nemico di Napoleone Bonaparte e si oppose ad ogni politica di amicizia con l'Impero francese. La rottura con Napoleone nel 1803 da parte del governo russo è in gran parte attribuita dagli storici alla sua opera. Si ritirò dalla vita pubblica nel 1804, morendo l'anno successivo nella sua tenuta di campagna di Andreyevskoye. Le sue Memorie dei miei tempi vennero date alle stampe dopo la sua morte in sette volumi noti complessivamente come Archivi Vorontsov.